# Ján Bulík
Ján Bulík (1. ledna 1897 Kovačica – 30. ledna 1942 Mauthausen) byl jugoslávský právník, příslušník slovenské menšiny v Jugoslávii.

## Život
Vystudoval právnickou fakultu v Bělehradě, od roku 1926 působil jako advokát.  Patřil mezi přední členy československého krajanského hnutí v Jugoslávii a organizátory kulturního a politického života zdejších Slováků. V letech 1932-1935 byl předsedou Matice slovenské v Jugoslávii. Od začátku druhé světové války organizoval v Jugoslávii odboj. V lednu 1941 byl zatčen a následně deportován do koncentračního tábora v Mauthausenu, kde zemřel.

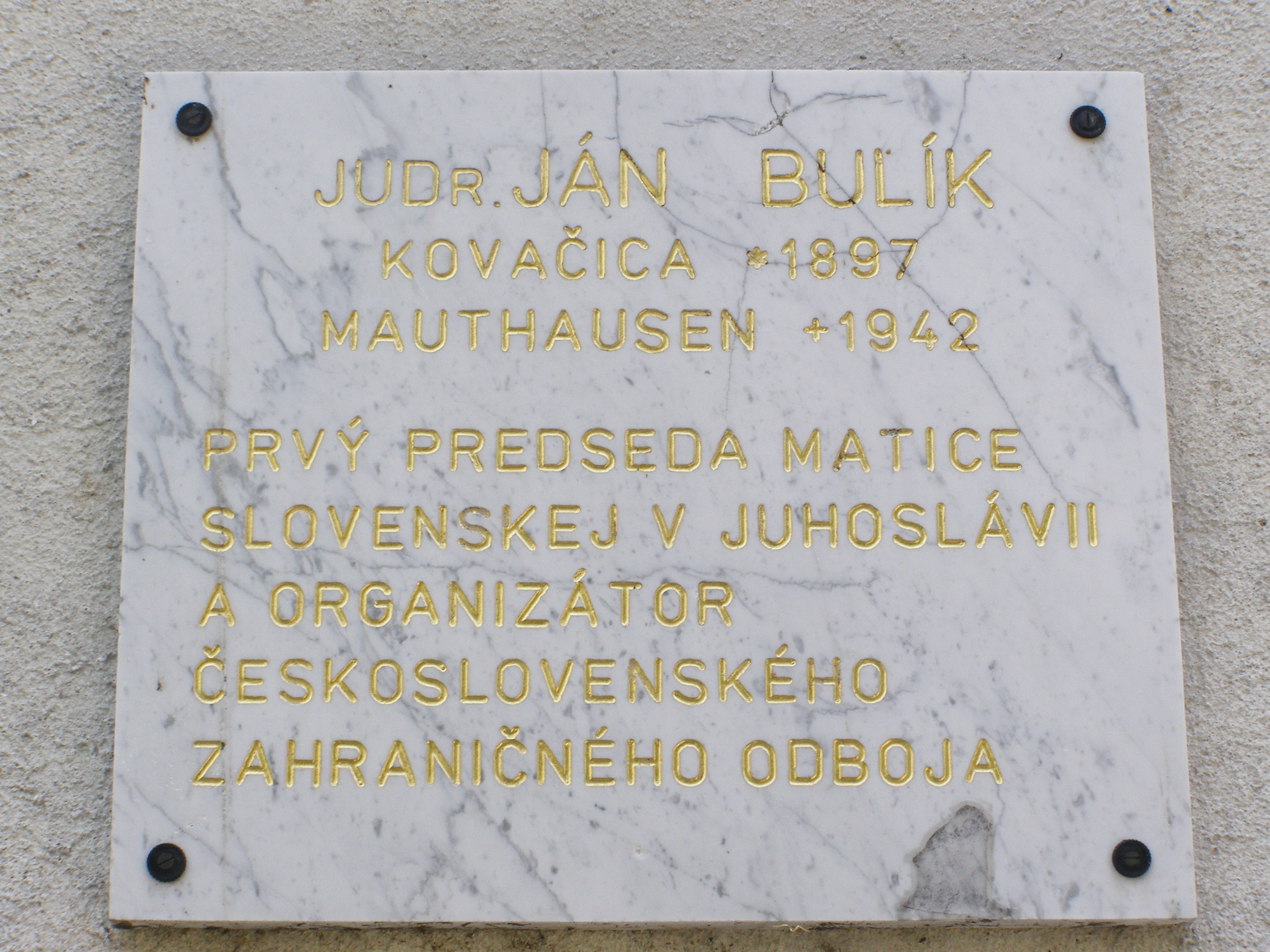
Plaketa v Bratislavě v Bulíkově ulici

V roce 1992 mu byl udělen Řád T. G. Masaryka III. třídy in memoriam.